# جوريس أمبراشكو
جوريس أمبراشكو (باللاتفية: Juris Umbraško) مواليد 29 يوليو 1979 في جيكاببيلس، لاتفيا، هو لاعب كرة سلة لاتفي. بدأ مسيرته الاحترافية في سنة 1998. يبلغ طوله 6 قدم 6 بوصة (2.0 م). اعتزل اللعب في 2015.

## المسيرة الاحترافية
لعب مع نادي سسكا موسكو لكرة السلة في الدوري الروسي من سنة 2000 إلى 2002، ثم لعب مع نادي فينتسبيلس لكرة السلة في موسم 2002–2003، ثم لعب مع نادي فينتسبيلس لكرة السلة في موسم 2008–2009، ثم لعب مع في إي إف ريغا في موسم 2010–2011، ثم لعب مع راكفيره تارفاس من سنة 2011 إلى 2015.

## الإنجازات
- دوري لاتفيا لكرة السلة: 2002، 2003، 2011
- دوري السوبر الروسي لكرة السلة:
  - نصف النهائي: 2000-01
- دوري البلطيق لكرة السلة: 2012
- كأس إستونيا لكرة السلة: 2012

## روابط خارجية
- جوريس أمبراشكو على موقع الاتحاد الدولي لكرة السلة (الإنجليزية)
- جوريس أمبراشكو على موقع كرة السلة الأوروبية.كوم (الإنجليزية)
- جوريس أمبراشكو على موقع ريلجم (الإنجليزية)
- جوريس أمبراشكو على موقع بروبوليرز (الإنجليزية)
- جوريس أمبراشكو على موقع سبورتس رفرنس (الإنجليزية)